# Bosque de carbón

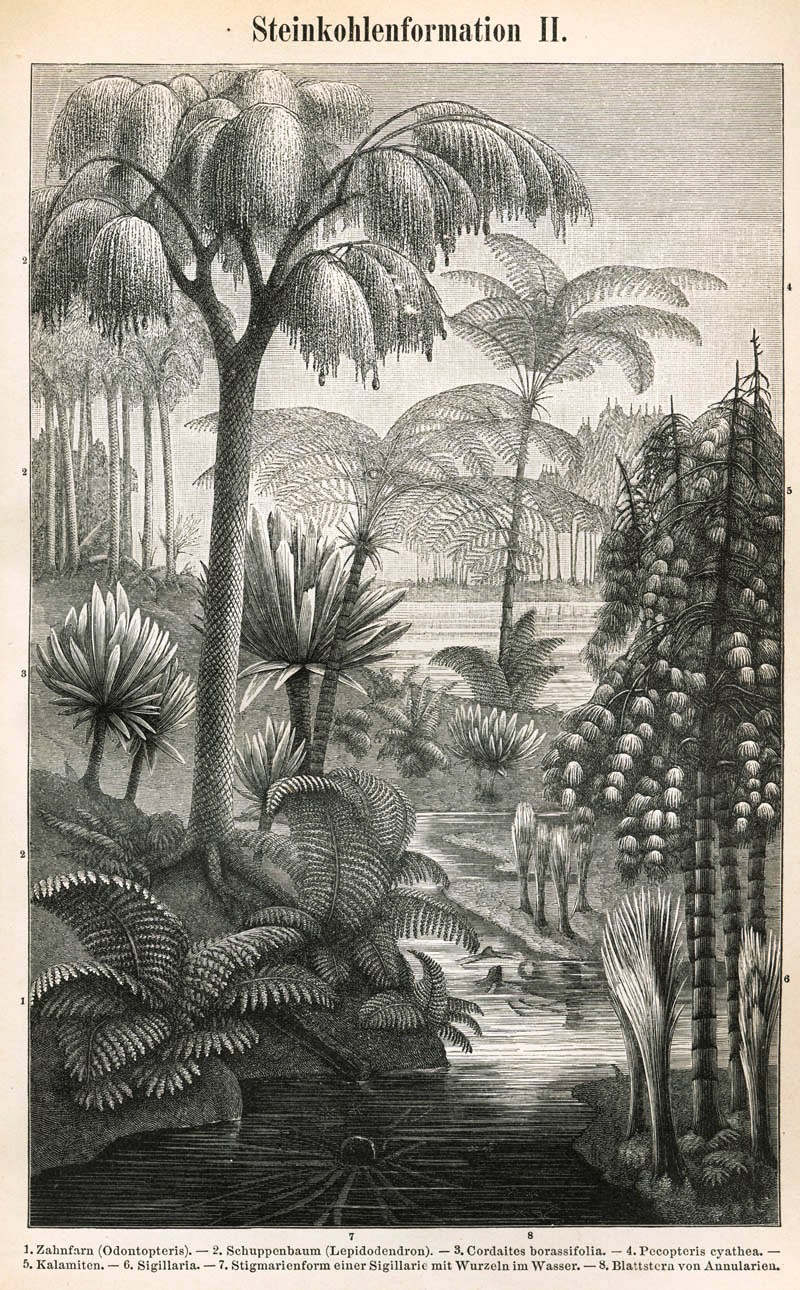
Aguafuerte que representa algunas de las plantas más significativas del Carbonífero.

Los bosques de carbón eran las vastas franjas de humedales que cubrían gran parte de las áreas terrestres tropicales de la Tierra durante el Carbonífero tardío (Pensilvánico) y el Pérmico. A medida que la materia vegetal de estos bosques se pudrió, se acumularon enormes depósitos de turba, que luego se transformaron en carbón.
Gran parte del carbono en los depósitos de turba producidos por los bosques de carbón provino de la división fotosintética del dióxido de carbono existente, que liberó el oxígeno separado a la atmósfera. Este proceso puede haber aumentado considerablemente el nivel de oxígeno, posiblemente hasta un 35%, haciendo que el aire sea más fácilmente respirable por animales con sistemas respiratorios ineficientes, como lo indica el tamaño de Meganeura en comparación con las libélulas modernas.
Los bosques de carbón cubrían la zona tropical de Laurasia (Europa, este de Norteamérica, extremo noroccidental de África) y Cataysia (principalmente China). El cambio climático devastó estas selvas tropicales durante el período Carbonífero. El colapso de la selva tropical del Carbonífero fue causado por un clima más frío y seco que inicialmente fragmentó y luego colapsó el ecosistema de la selva tropical. Durante la mayor parte del resto del Carbonífero, los bosques de carbón se restringieron principalmente a refugios en América del Norte (como las cuencas de carbón de los Apalaches e Illinois) y Europa central.
Al final del período Carbonífero, los bosques de carbón experimentaron un resurgimiento, expandiéndose principalmente en el este de Asia, en particular China; nunca se recuperaron por completo en Euramérica. Los bosques de carbón chinos continuaron floreciendo hasta bien entrada la época del Pérmico. Este resurgimiento de los bosques de carbón en tiempos del Carbonífero muy tardío parece haber coincidido con una disminución de las temperaturas globales y el regreso de un extenso hielo polar en el sur de Gondwana, quizás debido a la disminución del efecto invernadero a medida que el proceso de deposición masiva de carbón extrajo dióxido de carbono de la atmósfera.

## Medio ambiente

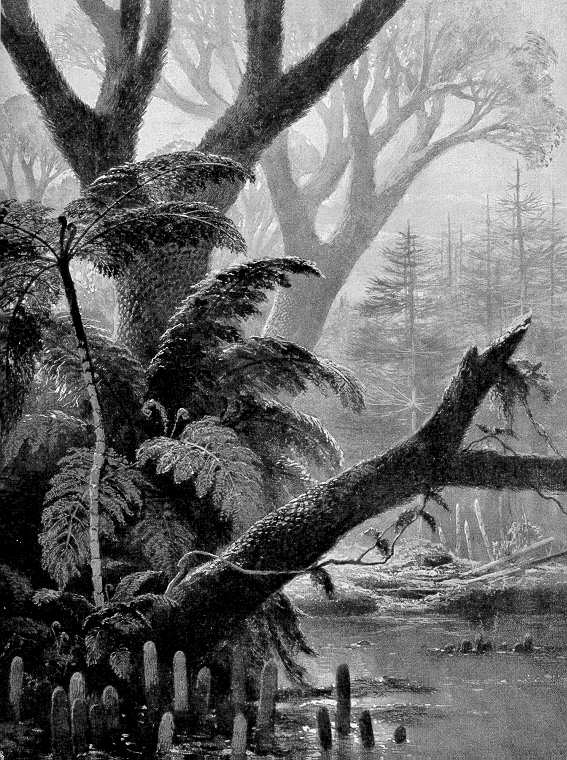
Bosque de carbón de helechos arbóreos y lycopsida, en una representación de un artista de 1906

Los bosques de carbón parecen haber sido áreas pantanosas planas y bajas con ríos fluyendo desde tierras más altas y más secas. Cuando los ríos se inundaron, el se acumuló gradualmente limo en diques naturales. Los lagos se formaron cuando algunas áreas disminuyeron, mientras que las áreas anteriormente húmedas se secaron debido a la acumulación de sedimentos. Cuando se convirtió en una zona boscosa suficientemente seca como para ser encendida por caídas de rayos, los incendios forestales dejaron carbón vegetal, fusain, el componente del carbón.

### Fósiles de los bosques de carbón en Gran Bretaña
Los géneros registrados en Gran Bretaña incluyen:
- Hojas de pteridospermas: Alethopteris, Callipteridium, Cyclopteris (bases de las hojas),? Desmopteris, Dicksonitas, Eusphenopteris, Fortopteris, Hymenophyllites, Karinopteris, Laveinopteris, Linopteris, Lonchopteris, Lyginopteris, Macroneuropteris, Margaritopteris, Mariopteris, Neuralethopteris, Neuropteris, Odontopteris, Palmateristopteris, Parulopteris
- Órganos de esporas de pteridospermas: Aulacotheca (macho), Boulaya, Potoniea (macho), Whittleseya (macho)
- Semillas de pteridospermas: Gnetopsis, Hexagonocarpus, Holcospermum, Lagenospermum ,? Polypterocarpus, Rhabdocarpus, Trigonocarpus
- Frondas de helechos: Aphlebia, Bertrandia, Corynepteris, Crossotheca, Cyathocarpus, Lobatopheris, Oligocarpia, Pecopteris, Polymorphopteris, Renaultia, Sphyropteris, Sturia, Zeilleria
- Hojas de helecho arborescente: Caulopteris
- Tallos de helechos arborescentes: Artisophyton, Megaphyton
- Árboles de tallos y brotes de hojas de licopsidas: Cyperites, Lepidodendron, Ulodendron
- Tallos de árboles de licopsidas: Asolanus, Bothrodendron, Cyclostigma, Lepidophloios, Sigillaria, Sublepidophloios, Syringodendron (descortezado)
- Partes reproductoras de licopsidas: Flemingitas, Lepidodostrobus, Lepidodostrobophyllum (esporofilas), Sigillariostrobus
- Tallos de licopsidas (herbáceos): Lycopodites, Selaginellites
- Hojas de esfenópsidas: Annularia, Asterophyllites
- Tallos de esfenópsidas: Calamites
- Partes reproductoras de esfenópsidas: Bowmanitas, Calamostachys, Macrostachya, Palaeostachya
- Hojas de Cordaites
- Caja de médula de tallo de cordaítas: Artisia (yeso de médula)
- Semillas de cordaítas: Cordaicarpus
- Conos y semillas de cordaítas: Cordaitanthus
- Probablemente hojas de progimnospermas: Noeggerathia
- Hojas de conífera: Walchia
- Semillas: Carpolithus, Cornucarpus, Samaropsis

## Vida animal
Los animales que habitaban los bosques de carbón eran invertebrados (particularmente insectos), peces, anfibios laberintotodontes y reptiles primitivos. Un ejemplo de comen plantas se evidenció por los árboles lycopsida traqueidas encontrado en las tripas de un Arthropleura. Los anfibios estaban muy extendidos, pero una vez que los bosques de carbón se fragmentaron, el nuevo entorno se adaptó mejor a los reptiles, que se volvieron más diversos e incluso variaron su dieta en el entorno rápidamente cambiante.